# Conversion génique

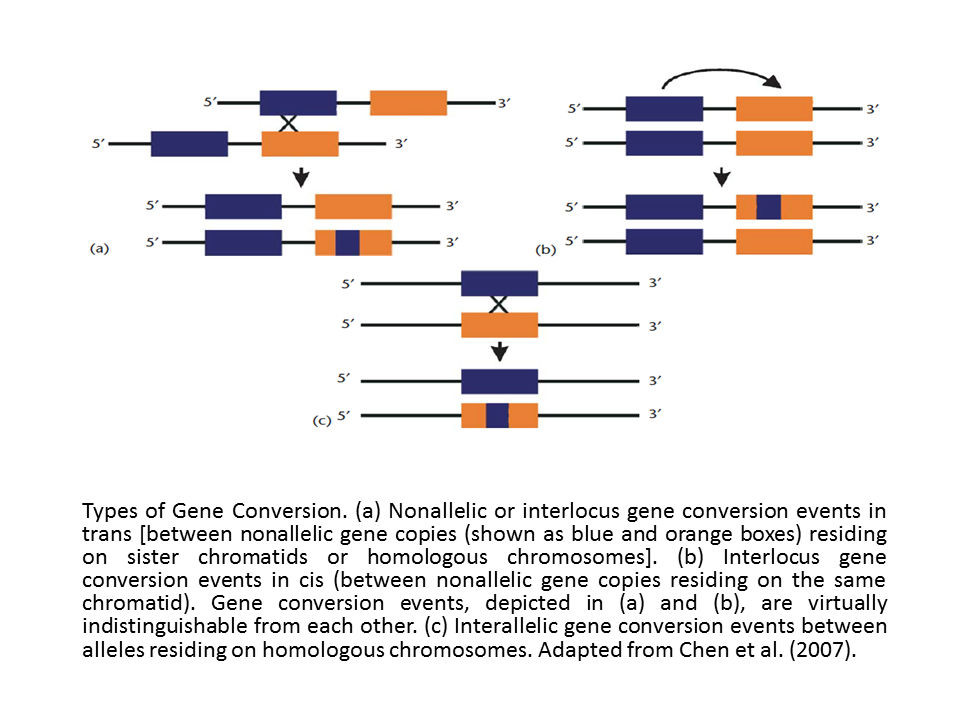
Types de conversion génique

La conversion génique est le transfert non réciproque d'une information de séquence. L'échange peut se faire entre une paire de séquence non allélique (on parle dans ce cas de conversion génique), ou entre une paire de séquence allélique (dans ce cas on parle d'une conversion génique interallélique).